# Desmochloris
Desmochloris, maleni rod od dvije vrste zelenih algi, jednu terestrijalnu ( Desmochloris halophila ), i jednu morsku (Desmochloris mollenhaueri ). Rod je smješten u zasebnu porodicu i red

## Vrste
1. Desmochloris halophila (Guillard, Bold & McEntee) Watanabe, Kuroda & Maiwa - tipična
2. Desmochloris mollenhaueri Darienko, Friedl & Pröschold